# Hypolycaena splendens
Hypolycaena splendens är en fjärilsart som beskrevs av Abel Dufrane 1953. Hypolycaena splendens ingår i släktet Hypolycaena och familjen juvelvingar. Inga underarter finns listade i Catalogue of Life.